# Georg Brandes
Georg Morris Cohen Brandes, född 4 februari 1842 i Köpenhamn, död 19 februari 1927 i Köpenhamn, var en dansk litteraturkritiker och litteraturforskare. Georg Brandes var bror till ekonomen och författaren Ernst Brandes och till politikern och författaren Edvard Brandes. Han hade ett enormt inflytande över skandinavisk litteratur från 1870-talet fram till sekelskiftet. Han räknas som den viktigaste teoretikern och ideologen bakom det modernas genombrott i den skandinaviska litteraturen.

## Biografi
Brandes var uppväxt i en judisk icke-ortodox familj och blev student på Köpenhamns universitet 1859. Under Hans Brøchners ledning studerade han filosofi och estetik och blev 1864 magister i estetik. På Brøchners sida deltog han i striden om problemet tro och vetande genom tidningsartiklar och i avhandlingen Dualismen i vor nyeste Philosophie (1866). Under en rad år var han därefter teaterkritiker vid Illustreret Tidende, och utgav Aesthetiske Studier (1868), Kritiker og Portraiter (1870), samt doktorsavhandlingen Den franske Aesthetik i vore Dage samma år. Han översatte även John Stuart Mills Kvindernes Underkuelse och Moral grundet paa Lykke- el. Nytteprincipet. 1870–1871 företog han en resa till England, Frankrike och Italien. Uppfylld av den moderna filosofin och litteraturens idéer började han i november 1871 sina föreläsningar över Hovedstrømninger i det 19. Aarhundredes Litteratur (utgivna 1872–1890 i 6 band). Hans föreläsningar väckte ett enormt uppseende i Danmark och framkallade "det moderna genombrottet" i dansk litteratur, men väckte samtidigt anstöt bland konservativa i Danmark, och förhindrade hans utnämning till professor i estetik vid Köpenhamns universitet. Detta fick Brandes att lämna Danmark och i stället vistas i Berlin 1877–1882. 
Sin produktion fortsatte han dock med essäer och monografier, bland annat Danske Digtere (1877), Søren Kierkegaard (1877), Esaias Tegnér (1878), Benjamin Disraeli (1878), Ferdinand Lassalle (1881) och Det moderne Gjennembruds Mænd (1883). På 1880-talet kom Brandes under inflytande av Ernest Renans och Friedrich Nietzsches idéer om en mänsklighetens aristokrati. Han avvisade nu den demokratiska riktningen, med vilken den litterära vänstern i Danmark slutit förbund. Dessa tankar kom till uttryck i verk som Ludvig Holberg (1884), Indtryk fra Polen (1888) och Indtryk fra Rusland (1888) och banade väg för 1890-talets litterära rörelse, i vilket han deltog med William Shakespeare (1895–1896). Därefter följde ett nästan tjugoårigt uppehåll i Brandes författarskap, under vilken tid han främst sysslade med journalistik, resor och arbetet med sina samlade skrifter i 18 band. Han utvecklade under den här tiden alltmer påfallande cynism. 1915 återkom han dock med ett verk om Goethe, och därefter följde biografier av Voltaire (1916-1917), Cæsar (1918), Michelangelo (1921) med flera. Under första världskriget försökte han inta en opartisk hållning, men fick hård kritik från nationalister från båda sidor med verk som Verdenskrigen (1916) och Tragediens anden Del (1919). Under sina sista år skrev Brandes tre synnerligen radikala bibelkritiska avhandlingar, där han förnekade den historiska Jesus existens. Han utnämndes 1902 till professor utan föreläsningsskyldighet.
Vid drygt trettio års ålder formulerade Brandes principerna för en ny realism i konsten och litteraturen där problem skulle sättas under debatt. Hans litterära målsättning delades av många författare, inte minst av den norske dramatikern Henrik Ibsen. Även August Strindberg var inspirerad av Brandes idéer. Mellan åren 1886 och 1888 hade Brandes ett förhållande med den svenska författarinnan Victoria Benedictsson (känd under pseudonymen Ernst Ahlgren). Victoria Benedictsson skar halsen av sig 1888 på ett hotellrum i Danmark på grund av sin olyckliga kärlek och en nedlåtande recension av Brandes bror. Till de skrifter som vanligtvis brukar framhållas som Brandes viktigaste hör Hovedstrømninger i det 19. aarhundredets litteratur.

## Verk (på svenska)
- Sören Kierkegaard (Søren Kierkegaard) (översättning O.A.S., Seligmann, 1877)
- Esaias Tegnér: en litteraturpsykologisk studie (Esaias Tegnér) (översättning O. A. Stridsberg, Seligmann, 1878)
- Henrik Ibsen: ett litterärt porträtt (Göteborgs handels- och sjöfartstidning, 1882)
- Bjørnson och Ibsen: två karakteristiker (anonym översättning, Bonnier, 1882)
- Intryck från Polen (Indtryk fra Polen) (översättning Karl Visén, U. Fredrikson, 1890)
- Om läsning (okänd översättare, Bonnier, 1904)
- Lassalle (Ferdinand Lasalle) (anonym översättning?, Ljus, 1906)
- Cajus Julius Caesar (översättning Axel Berggren, Fröléen, 1918-1919)
- Tragediens andra del: fredsslutet (översättning Ellen Rydelius, Bonnier, 1919)
- Voltaire (översättning Hj. Ö. (dvs Hjalmar Öhrvall), Bonnier, 1922)
- Michelangelo (Michelangelo Buonarroti) (översättning Hj. Ö., Bonnier, 1923)
- Historien om Jesus (Sagnen om Jesus) (översättning Emil Agge, Federativ, 1925)
- Om böcker (översättning Thure Nyman, Sällskapet Bokvännerna, 1960)